# Apomys
Apomys — рід мишоподібних гризунів родини мишеві (Muridae). Всі види роду є ендеміками Філіппін. Ці гризуни важать від 18 до 128 г. Хвіст довший або майже дорівнює довжині голови й тіла. М'яке і густе хутро цих мишей темніше на спині в той час як нижнє хутро блідіше, часто майже білого кольору з помаранчевим або жовтим відтінком.

## Класифікація
- Apomys abrae Sanborn, 1952
- Apomys camiguinensis Heaney & Tabaranza, 2006
- Apomys crinitus Heaney, et al., 2025
- Apomys datae Meyer, 1899
- Apomys gracilirostris Ruedas, 1995
- Apomys hylocoetes Mearns, 1905
- Apomys insignis Mearns, 1905
- Apomys littoralis Sanborn, 1952
- Apomys microdon Hollister, 1913
- Apomys minor Heaney, et al., 2025
- Apomys musculus Miller, 1911
- Apomys sacobianus Johnson, 1962
- Apomys veluzi Heaney, Balete, M. R. M. Duya, M. V. Duya, Kyriazis, Rickart, Steppan, & Rowsey, 2025